# Castell de Puig-reig
El castell de Puig-reig  és situat en un petit turó, al costat del riu Llobregat, a llevant i el poble de Puig-reig al sud, declarat bé cultural d'interès nacional. Sota mateix del castell hi ha l'església romànica de Sant Martí (segle xii).

## Descripció
Construcció militar medieval, que durant el segle xvii i xviii fou habilitada com a masia. L'aparell és regular i format per carreus col·locats a trencajunt a les parts baixes de la casa. Els murs que l'envolten són testimoni de la seva antiguitat. L'edifici és cobert a doble vessant amb el carener paral·lel a la façana principal, orientada a ponent. L'estructura medieval del castell es va perdre quan fou habilitat com a masia al segle xvii.
Són visibles restes de murs del segle xii sobre l'antiga església, una part dels quals aprofitats per a un casal tardà. Guarda l'antic portal d'accés al recinte del castell.

## Història
El castell, al comtat de Berga, fou un dels punts més avançats del repoblament pel cantó del Llobregat que es va iniciar l'any 798 quan Lluís I el Pietós d'Aquitània encarregà l'organització de la Marca Hispànica. El rei encarregà al comte Borrell l'ocupació de Casserres, Cardona, Osona i altres llocs abandonats, places fortes que es lligaren amb altres petites fortaleses per tal de constituir una línia fortificada al llarg dels rius Llobregat i Cardener. El castell de Puig-reig fou un dels punts d'aquesta línia de frontera, puix que el castell ja era construït al final del segle ix. La primera referència documental, però, és de l'any 907 en consagrar l'església de Sant Martí («in castro quedem vocitato Pugo Regis»). Darrere l'organització militar es produí la religiosa i parroquial.
L'any 974 s'esmenta Olivar, vicari del castell. L'any 984, una donació particular de terres es fa sense impediment del vicari del castell. Per tant, a Puig-reig ja existia un castell termenat que incloïa Fonollet, la Lladernosa, la Vall de Merola i el terme de Puig-reig. Al terme del castell (segles x i xi) hi tenien grans propietats els comtes de Cerdanya, els de Barcelona, els del monestir de Ripoll i també la família vescomtal del Berguedà que, a partir del segle xii fou senyora de tot el castell i terme de Puig-reig i va reconstruir la fortalesa, defensada pel mateix Llobregat i els tres nivells de muralla que tancaven un gran recinte casteller dins el qual es va formar, al segle xiii la vila de Puig-reig.

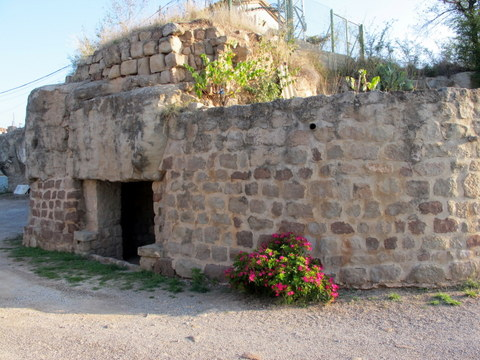
Castell de Puig-reig (octubre 2012)

El vescomte Guillem de Berguedà, abans de morir, cedí masos del terme del castell a l'orde militar del Temple (1182–1183), iniciativa que fou seguida per altres homes pietosos del terme. En aquest testament deixava com a hereu de tots els seus béns el seu fill, el trobador Guillem de Berguedà, que, en testar, l'any 1187, deixà als templers el castell de Puig-reig amb el seu terme i Fonollet. Malgrat el testament, el seu germà Ramon de Berguedà, l'any 1199, va vendre al rei Pere el Catòlic el castell de Puig-reig i tot el vescomtat, a canvi d'una renda vitalícia. De fet, el testament del trobador no fou confirmat fins a l'any 1231 pel rei Jaume I, el qual, a més, confirmà i clarificà el domini dels templers. Puig-reig esdevindrà un punt clau per organitzar els dominis de l'orde en el nord de Catalunya. L'any 1239, els comanadors del Berguedà i de la Cerdanya ho eren també de Puig-reig com a casa independent, una comanda rural important on va caldre construir un nou edifici fortificat adient a la gran explotació agropecuària dels monjos-cavallers: fou l'edifici conegut avui amb el nom de mas Periques. També van construir el pont que encara avui travessa el riu Llobregat.

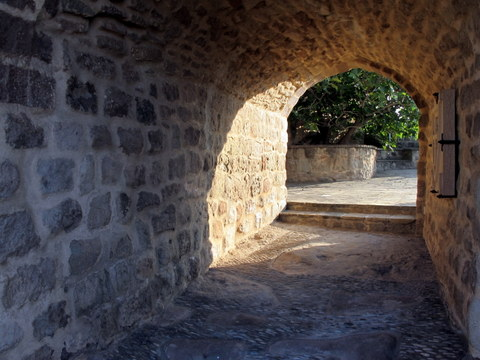
Castell de Puig-reig (octubre 2012)

Els templers havien heretat el sistema de contribucions anomenat d'usos. L'any 1281 els templers atorgaren una carta de franqueses als habitants del castell i de la vila de Puig-reig amb la intenció d'estimular-ne el poblament, i eximint els nous i antics pobladors dels mals usos d'«exorquia», «cugúcia», «intestia» i «remença personal». A causa probablement de dificultats econòmiques, l'any 1300 s'autoritzà la venda a carta de gràcia del castell de Puig-reig, però finalment no s'efectuà. L'any 1312, l'orde del Temple fou dissolt i els seus dominis passaren a l'orde militar de l'Hospital. La comanda de Puig-reig, i tots els béns, quedà incorporada com a priorat a la casa de Cervera dels hospitalers.
Els comanadors residiren poc al castell i delegaven les funcions administratives. Foren batlles dels templers els Sescomes, senyors de la casa de Sescomes, que més tard també l'administraren sota els hospitalers. D'aquesta important família puig-regenca fou membre destacat l'arquebisbe de Tarragona Arnau Sescomes; precisament aquest personatge tingué un paper important en la vida política catalana, fou conseller del rei Jaume II i tingué un paper destacat en la defensa dels templers arran del procés de dissolució de l'orde a Catalunya. En agraïment, l'any 1318 el castellà d'Amposta, dels hospitalers, li va cedir els dominis de l'antiga comanda de Puig-reig amb tota la jurisdicció i possessions. Aquesta donació fou anul·lada l'any 1342, quan, els hospitalers se'n repensaren a causa de la importància del lloc. Un altre membre conegut d'aquesta família fou Romeu Sescomes, bisbe de Lleida (1361–1380) i president de la Diputació del General.
Els hospitalers senyorejaven el castell i tots els territoris de la comanda, però la crisi afectà el lloc, sobretot el segle xv. L'any 1485, el comanador va declarar el castell com a recinte inhabitable i les rendes percebudes no cobrien les depeses de manteniment. S'arrendà com a mas, que al segle xvii s'anomenà Mas Dodeny i al segle xviii Mas Pellicer, noms que figuren en els capbreus de l'orde. L'any 1851 l'orde fou definitivament anul·lat i els seus béns secularitzats.

## Arquitectura
Al voltant de la roca circular del cim hi havia un carrer de circumval·lació; a partir d'aquí començava la primera muralla que servia de defensa i de fonament de les dependències construïdes a sobre. Un tros més avall, sobre roques, s'hi bastí la segona muralla. I força més avall, la tercera muralla tancava el clos de tot el castell. Un capbreu de l'any 1722 esmenta l'existència d'un portal en el punt on començava la tercera muralla.
Al cim del castell hi havia la capella preromànica consagrada l'any 907. En el carrer de circumval·lació les cases actuals segueixen el mateix estil de les muralles. Una d'elles conserva les quatre façanes originals. En el segle xii es construí la nova església entre la segona i la tercera muralla. Tant les muralles com les restes de cases que es conserven tenen un parament constructiu similar. Blocs de pedra salsonenca no gaire grossos, molt desgastats, rejuntats amb argamassa de calç i de disposició força regular. En part, almenys, aquestes construccions es poden datar entre els segles x i xii.